# Мондонвиль, Жан-Жозеф де
Жан-Жозе́ф Кассане́а де Мондонви́ль (фр. Jean-Joseph Cassanéa de Mondonville; 25 декабря 1711, Нарбонна — 8 октября 1772, Бельвиль) — французский композитор, скрипач, дирижер и либреттист. Повлиял на развитие французской оперы и стиля рококо. Наряду с Жаном-Филиппом Рамо, был одной из выдающихся фигур французской музыки XVIII века.

## Биография
Мондонвиль родился в Нарбонне в Окситании (Южная Франция) в аристократической семье, которая переживала трудные времена. Музыкальное образование, по всей видимости, получил у своего отца, который был органистом при кафедральном соборе в Нарбонне. В 1731 году он обосновался в Париже. В Вербное Воскресенье 1734 года Мондонвиль дебютирует в качестве скрипача на Concert Spirituel. Примерно в это же время он публикует свой первый сборник инструментальной музыки, сонаты для скрипки опус 1 (1733) и Трио-сонаты опус 2 (1734). Мондонвиль был первой скрипкой в Concert de Lille когда в 1738, он опубликовал Les sons harmoniques, опус 4. Первого апреля 1739 году он был назначен придворным камер-музыкантом.
Большие мотеты (Grands motets), исполненные в Версале в 1738 году, были встречены с большим успехом на Concert Spirituel в следующем году. Он был чрезвычайно занят в это время; в 1739 году он получил плату приблизительно за сто концертов в Версале, Компьене, Фонтенбло и Марли. Карьеру скрипача он не оставил и продолжал выступать как в качестве солиста так и в дуэте с флейтистом Мишелем Блаве, виолончелистом[уточнить] Жаном-Пьером Гиньоном и певицей Марией Фель, для которой он написал скрипичный концерт с вокальной партией (ныне утерян), исполненный на Concert Spirituel в 1747 году. В 1748 году Мондонвиль женился на клавесинистке Анне-Жанне Букон (Paris, 1708; Paris, 4 февраля 1780), ученице Рамо.
9 января 1753 года в Королевской академии музыки была впервые исполнена «героическая пастораль» Мондонвиля «Титон и Аврора». Успех произведения стал важной победой французского оперного лагеря. «Титон» стал одним из самых популярных произведений композитора — постановка несколько раз возобновлялась при его жизни.

## Творчество
Хотя сегодня интерес к творчество Мондонвиля только возрождается после нескольких веков забытья, современники очень высоко ценили композитора; так Пьер-Луи Дакен (сын композитора Луи-Клода Дакена) утверждал: «Если бы я не мог быть Рамо, я бы предпочел быть кем-то вроде Мондонвилля».

### Религиозная музыка
Между 1734 и 1755 годами Мондонвиль сочинил 17 Больших мотетов, из которых только девять дошли до нас. Колорит и драматические качества, доселе не известные в религиозной музыке, снискали признание не только у музыкантов, но и у религиозных деятелей. Мотет Venite exultemus domino, опубликованный в 1740 году, выиграл конкурс на пост Maître de musique de la Chapelle (Маэстро музыки Королевской капеллы). Благодаря мастерству оркестровки, а также невероятному владению искусством вокальной композиции, Мондонвиль сделал жанр Большого мотета — доминирующим в музыкальном репертуаре Королевской капеллы (Chapelle Royale) вплоть до Французской революции. В 1758 году Мондонвиль также представил оратории в качестве нового жанра в концерте.

### Оперы

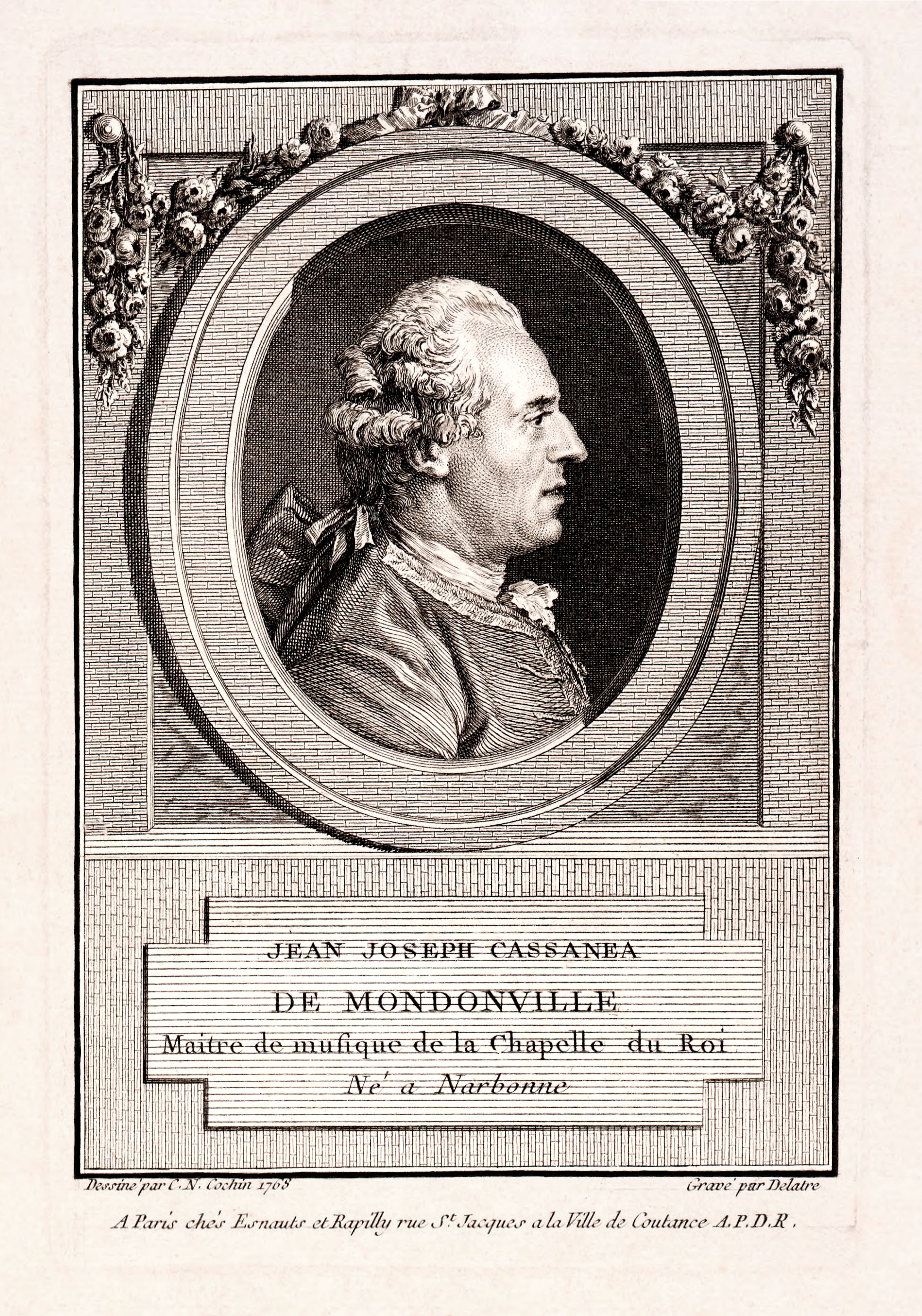
Один из последних портретов Мондонвиля, гравюра 1768 года

Хотя первая работа Мондонвиля в оперном жанре (Isbé) была принята холодно, он пользовался большим успехом в более легких формах французской оперы: опере-балете и пасторалях. Самыми популярными работами композитора стали «Карнавал на Парнасе» (Le carnaval de Parnasse), «Титон и Аврора» и опера «Дафнис и Алкимадура» (Daphnis et Alcimadure) для которой Мондонвиль написал собственное либретто на лангедокском (его родном окcитанском языке). «Титон» и «Лаурер» сыграли важную роль в Войне буффонов, споре между апологетами французской и итальянской оперы, который бушевал в Париже в начале 1750-х годов. Члены «французской стороны» сочли премьере «Титона» громким успехом (их оппоненты даже утверждали, что они гарантировали этот результат, созвав в «Королевскую Академию Музыки» роту солдат). Единственный опыт Мондонвиля в серьёзной французской опере — жанре, известном как tragédie en musique — был признан неудачей. Возможно этот провал был отчасти связан с тем, что композитор пошёл на необычный шаг и повторно использовал либретто «Тезея» (Thésée), которое первоначально написана для «отца французской оперы» Жан-Батиста Люлли ещё в 1675 году. Смелый шаг Мондвилля, рассчитанный на то что новое сочинение сумеет «заменить» любимую музыку Люлли, не оправдался. Закрытая премьера состоялась в 1765 году и имела смешанные отзывы, а публичное представление спустя два года закончилось тем, что аудитория потребовала заменить произведение оригиналом. Тем не менее, история показывает, что Мондонвиль просто опередил свое время: в 1770-х годах во Франции стало модным выпускать трагедии Люлли с новой музыкой (самым известным примером являются «Армиды» Сальери и Глюка).

## Избранные сочинения

### Инструментальная музыка
- Sonates pour violon op.1 (1733)
- (6) Sonates en trio pour deux Violons avec la basse continue Œuvre Second, Dédiées à Monsieur le Marquis de la Bourdonnaye, gravées par Le Duc, Paris 1734
- 6 Pièces de clavecin en sonates op.3 (1734, orchestrated as Sonates en symphonies 1749)
- The preface of op.4 contains the first evidence of a written text concerning playing with harmonic sounds, "Les sons harmoniques (Paris and Lille, 1738)
- Pièces de clavecin avec voix ou violon op.5 (1748)

### Большие мотеты (Grands Motets)
(сохранилось 9 из 17-ти)
- Dominus regnavit decorum (Psalm 92) (1734)
- Jubilate Deo (Psalm 99) (1734)
- Magnus Dominus (Psalm 47) (1734)
- Cantate domino (Psalm 149) (1743)
- Venite exultemus Domino (Psalm 94) (1743)
- Nisi Dominus aedficavit (Psalm 126) (1743)
- De profundis (Psalm 129) (1748)
- Coeli enarrant gloria (Psalm 18) (1750)
- In exitu Israel (Psalm 113) (1753)

### Оратории
(сохранилось 3 из 9-ти)
- Les Israélites à la Montagne d’Oreb (1758)
- Les Fureurs de Saul (1759)
- Les Titans (1761)

### Оперы
- Isbé (1742)
- Bacchus et Erigone (1747)
- Le carnaval du Parnasse (1749)
- Vénus et Adonis (1752)
- «Титон и Аврора» (Titon et l’Aurore, 1753)
- Daphnis et Alcimadure (1754)
- Les fêtes de Paphos (1758)
- Thésée (1765)
- Les projets de l’Amour (1771)

## Записи
- Pieces de clavecin avec voix ou violon Op.5 Judith Nelson, William Christie, Stanley Ritchie (Harmonia Mundi, 1980)
- Titon et l’Aurore Les Musiciens du Louvre, Marc Minkowski (Erato, 1992)
- Les fêtes de Paphos Les Talens Lyriques, Christophe Rousset (Decca L’Oiseau-Lyre, 1997)
- Les Grands Motets (Dominus regnavit, In exitu Israel, De profundis) Les Arts Florissants, William Christie (Erato, 1997)
- Six sonates 'en symphonies' Op. 3 Les Musiciens du Louvre, Marc Minkowski (Deutsche Grammophon, 1998)
- Venite Exultemus, De Profundis (Grands Motets) Oxford New College Choir, [Edward Higginbottom] (Helios, 1999)
- The aria «Désirs toujours détruits» from Isbé, sung by Véronique Gens on the collection Tragédiennes (Virgin Classics, 2006)
- Trio Sonatas Op. 2 Ensemble Diderot, Johannes Pramsohler (Audax Records, 2016)